# 6856 Bethemmons
6856 Bethemmons è un asteroide della fascia principale. Scoperto nel 1989, presenta un'orbita caratterizzata da un semiasse maggiore pari a 2,3724900 au e da un'eccentricità di 0,1704375, inclinata di 1,32885° rispetto all'eclittica.
L'asteroide è dedicato alla statunitense Elizabeth Emmons, amministratrice dal 1978 al 2000 del Jet Propulsion Laboratory.